# الكل في الرب
الكل في الرب مفهوم يجمع الربوبية مع وحدة الشهود، حيث يعتقد المؤمنون بالكل في الرب أن الكون جزء من الإله، ولكن ليس كلّه الإله. موضوع رئيسي في الكل في الرب هو «الميتافيزيقيا التجريبية» أي فكرة وجود عنصر غامض في إطار الكل في الرب، مما يتيح للباحث أن يختبر علاقة مع الإله من خلال الصلاة أو التأمل أو غيرها من الطرق الروحية. هذا فرع كبير يخرج عن الربوبية الكلاسيكية.
كما أن فكرة الكل في الرب تعدّ شيئاً ما قريبة من معتقدات سكان أمريكا الأصليين المتعلقة بالروح العظيمة.